# Hvalfjarðarsveit
Die Gemeinde Hvalfjarðarsveit liegt im Westen Islands in der Region Vesturland. Am 1. Januar 2023 hatte die Gemeinde 765 Einwohner.

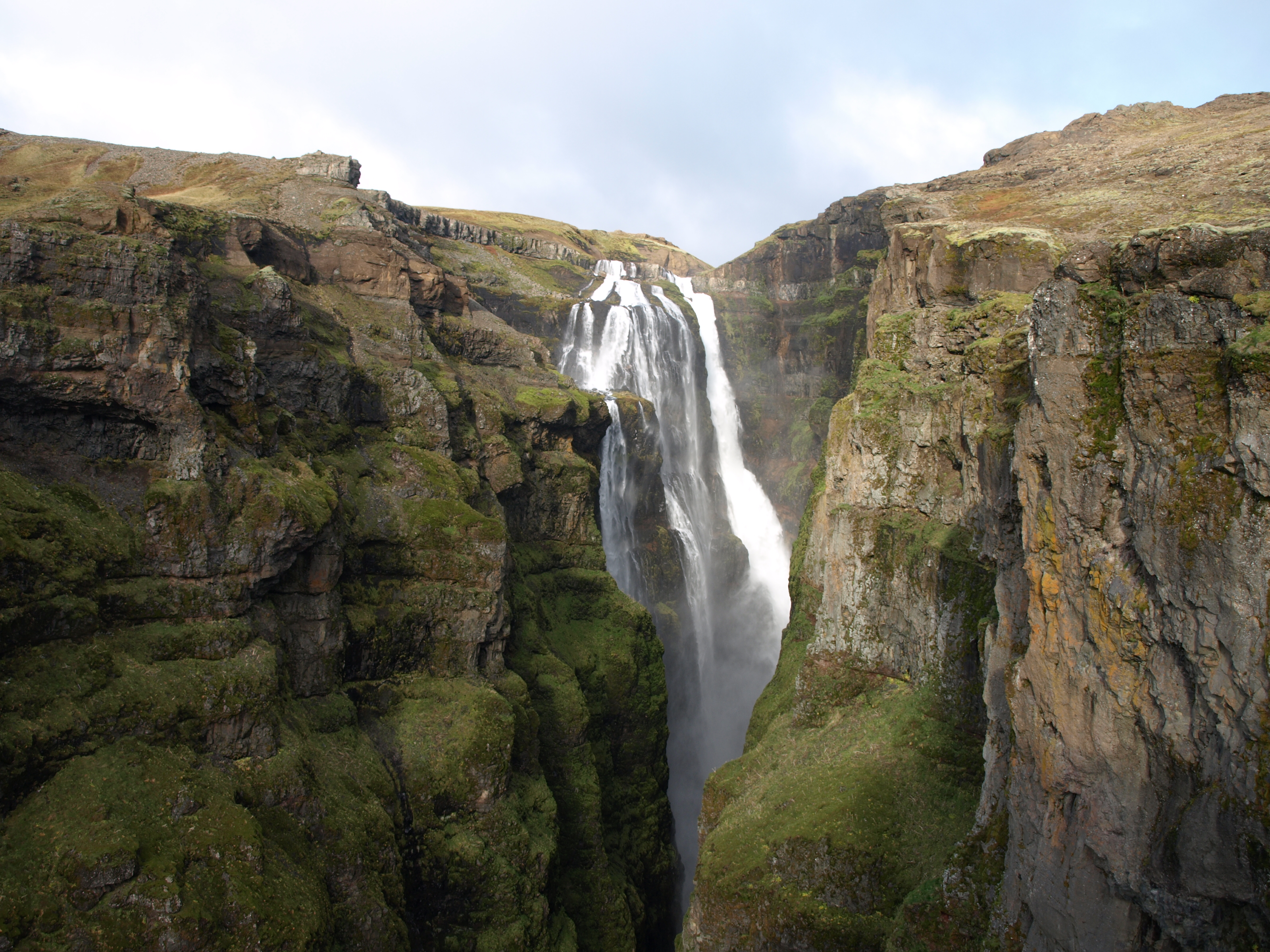
Der Glymur, der zweithöchste Wasserfall Islands

## Geografie
Das Gemeindegebiet liegt zwischen dem Hvalfjörður und dem Borgarfjörður. Es steigt im Skarðsheiði auf 1.041 Meter an.
Südwestlich von Hvalfjarðarsveit liegt Akranes, im Norden Borgarbyggð und Skorradalur, östlich Bláskógabyggð und im Süden Kjós.
Im Westen des Gemeindegebiets, nordöstlich des Akrafjall, liegt der See Eiðisvatn östlich der Siedlung Melahverfi. Vom See fließt der Fluss Laxá in den Hvalfjörður. Südöstlich des Berges Skarðsheiði liegen die drei Seen Eyrarvatn, Glammastaðavatn und Geitabergsvatn. Im äußersten Osten des Gemeindegebiets liegt der See Hvalvatn östlich des Tafelvulkans Hvalfell und nördlich des Botnssúlur. Von diesem See fließt der Fluss Botnsá in den Hvalfjörður, wobei sie den fast 200 m hohen Wasserfall Glymur hinabstürzt. Dieser ist der zweithöchste Wasserfall Islands.
Im Norden der Gemeinde befindet sich das Waldgebiet Vatnaskógur, ein beliebtes Ausflugsziel, das seit 1914 unter Naturschutz steht.

## Geschichte
Hvalfjarðarsveit entstand am 1. Juni 2006 durch die Fusion der Landgemeinden Hvalfjarðarströnd (Hvalfjarðarstrandarhreppur), Skilmannahreppur, Innri-Akranes (Innri-Akraneshreppur) und Leirá og Melar (Leirár- og Melahreppur). Bei der Wahl des neuen Gemeindenamens konnte sich Hvalfjarðarsveit gegenüber den Namensvorschlägen Hvalfjarðarbyggð, Heiðarsveit, Heiðarbyggð und Hafnarbyggð durchsetzen.

## Einwohnerentwicklung
| Datum         | Einwohner               |
| ------------- | ----------------------- |
| 1. Dez. 1981: | 581 (Gebietsstand 2006) |
| 1. Dez. 1997: | 542 (Gebietsstand 2006) |
| 1. Dez. 2003: | 559 (Gebietsstand 2006) |
| 1. Dez. 2004: | 561 (Gebietsstand 2006) |
| 1. Dez. 2005: | 603 (Gebietsstand 2006) |
| 1. Dez. 2006: | 616                     |

## Ehemalige Gemeinden
Die ehemalige Landgemeinde Hvalfjarðarströnd zählte 147 Einwohner (2005). Das Gemeindegebiet lag nördlich des Hvalfjörður und steigt im Skarðsheiði auf 1.041 Meter an. Der Kirchort war Saurbær.
Die ehemalige Landgemeinde Skilmannahreppur zählte 214 Einwohner (2005). Das Gemeindegebiet lag an der Nordseite der Halbinsel Akranes. Im unmittelbaren Einzugsgebiet der Stadt Akranes gelegen, konnte die Gemeinde Skilmannahreppur von 1997 bis 2005 einen Bevölkerungszuwachs von 71 % verbuchen.
Die ehemalige Landgemeinde Innri-Akranes (isl. Innri-Akraneshreppur) zählte 113 Einwohner (2005). Das Gemeindegebiet lag an der Südseite der Halbinsel Akranes. Der Kirchort ist Innrihólmur.
Die ehemalige Landgemeinde Leirá og Melar (isl. Leirár- og Melahreppur) zählte 129 Einwohner (2005). Das Gemeindegebiet lag an der Südseite des Borgarfjörður. Der Kirchort war Leirá.
|                                    | Hvalfjarðarströnd | Skilmannahreppur | Innri-Akranes | Leirá og Melar |
| ---------------------------------- | ----------------- | ---------------- | ------------- | -------------- |
| Gemeindenummer:                    | 3501              | 3502             | 3503          | 3504           |
| Fläche in km²:                     | 270               | 25               | 132           | 55             |
| Einwohnerzahl am 1. Dez. 1981:     | 167               | 131              | 134           | 149            |
| Einwohnerzahl am 1. Dez. 1997:     | 167               | 125              | 123           | 127            |
| Einwohnerzahl am 1. Dez. 2003:     | 154               | 152              | 121           | 132            |
| Einwohnerzahl am 1. Dez. 2004:     | 147               | 167              | 117           | 130            |
| Einwohnerzahl am 1. Dez. 2005:     | 147               | 214              | 113           | 129            |
| Bevölkerungsveränderung 1981–2005: | −12 %             | +63 %            | −16 %         | −13 %          |

## Höfe und Bauwerke

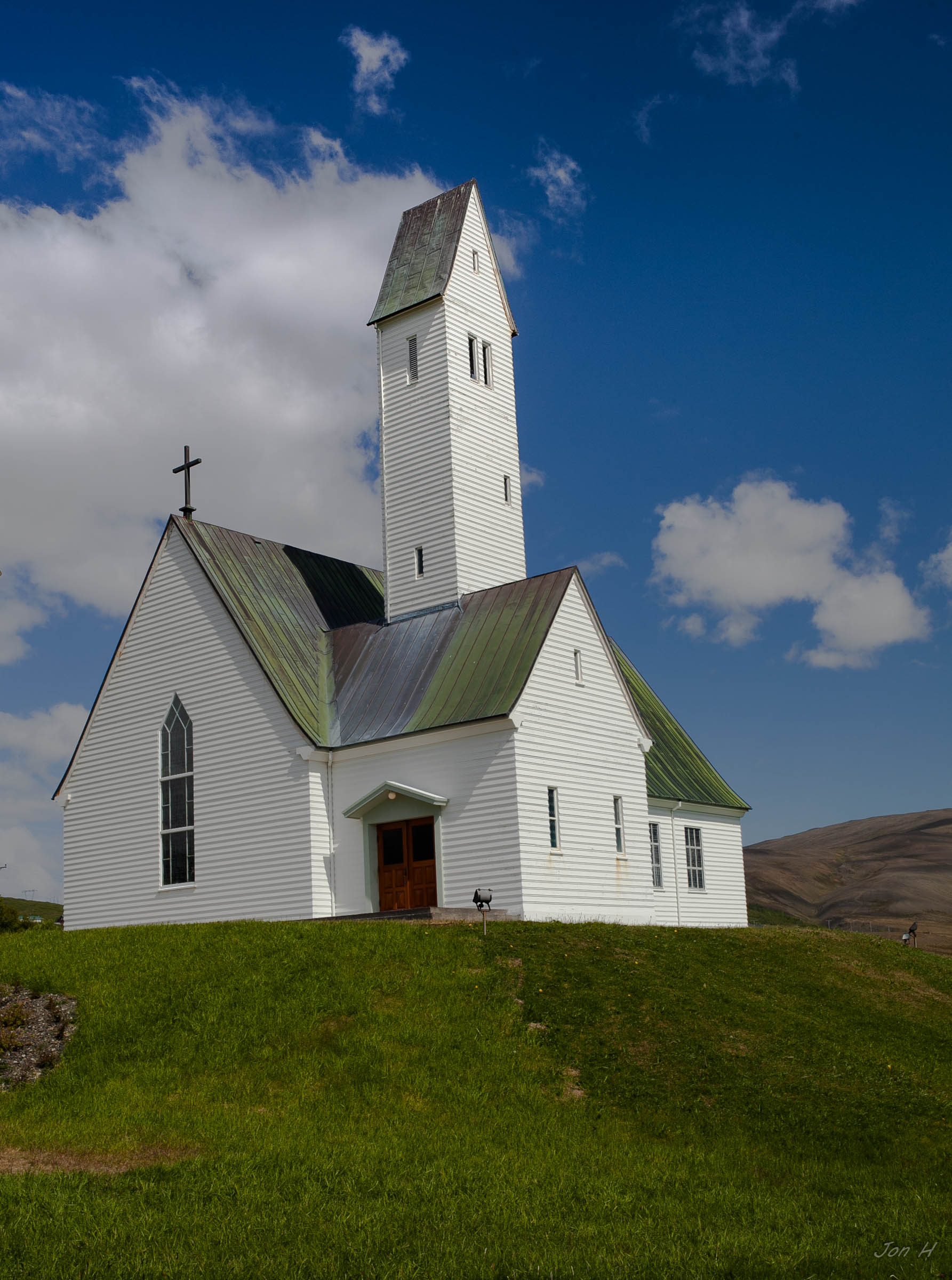
Hallgrímskirkja í Saurbæ

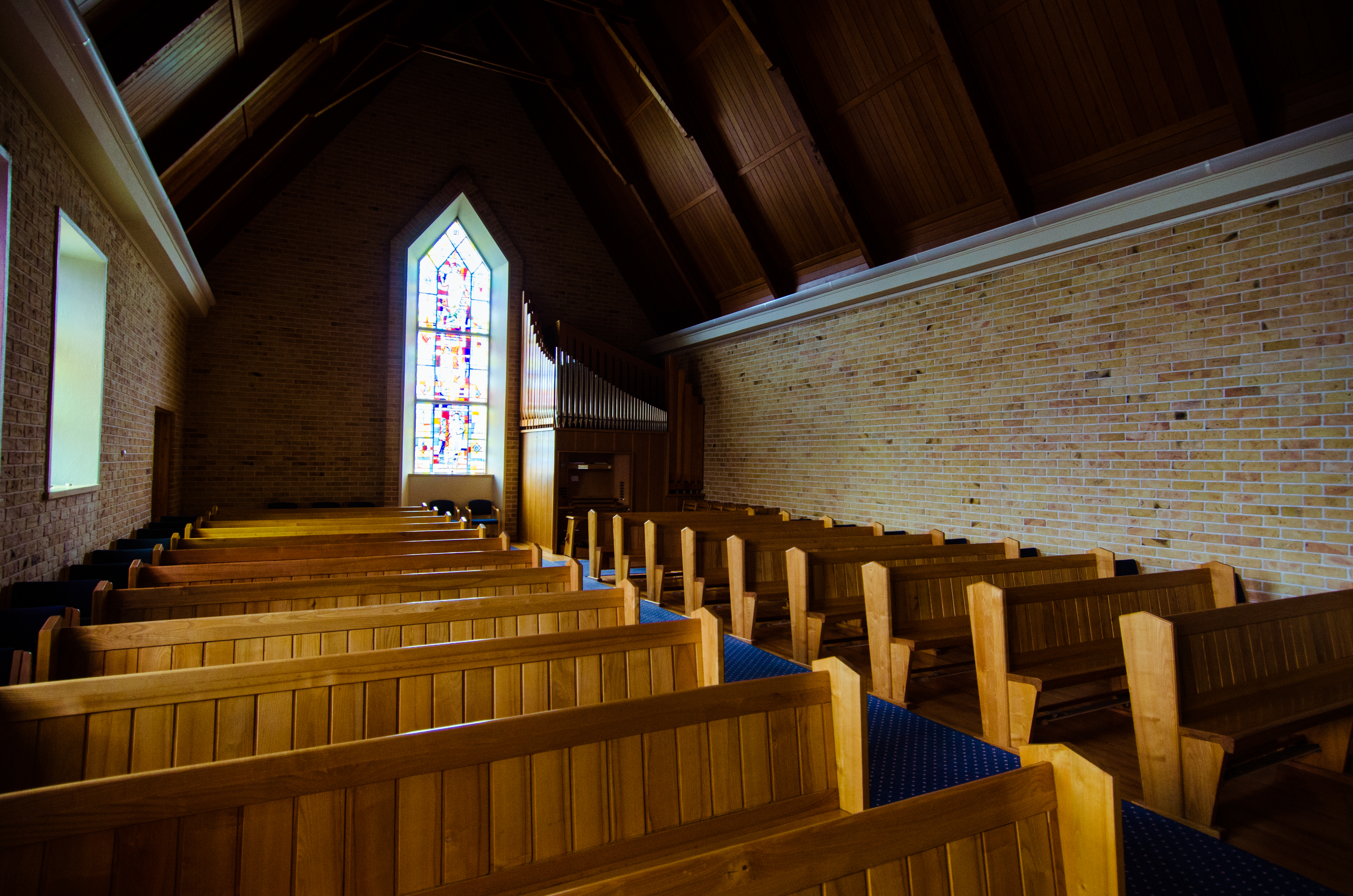
Hallgrímskirkja í Saurbæ

Auf dem Hof Leirá steht unweit des für seine vielen Lachse bekannten gleichnamigen Flusses die 1914 erbaute Kirche Leirárkirkja, die 1951 um einen Vorbau erweitert wurde und seit 1990 unter Denkmalschutz steht. Die Länge des Kirchenschiffes beträgt 10,5 m und die Breite 6,55 m, und der Vorbau, der 1973–1974 renoviert wurde, ist 2,80 m lang und 4,33 m breit.
Die Holzkirche Inri Hólmskirkja auf dem Hof Inri Hólmur befindet sich im Südwesten der Gemeinde in der Nähe der Grenze zur Nachbarstadt Akranes. Sie wurde 1891–1892 erbaut und steht seit 1990 unter Denkmalschutz. Ihre Länge beträgt 9,21 m und ihre Breite 6,04 m, und ihr später angefügter Vorbau aus Beton ist 2,54 m lang und 2,86 m breit.
Auf dem Hof Saurbaer erhebt sich die 1957 fertiggestellte Kirche Hallgrímskirkja í Saurbæ mit ihrem 20 m hohen Turm. Sie wurde nach den Plänen von Guðjón Samúelsson erbaut, einem der bedeutendsten Architekten Islands. Im Gegensatz zu den meisten anderen isländischen Kirchen befindet sich über ihrem Altar kein Altargemälde, sondern ein von dem finnischen Künstler Lennart Segerstråle (1892–1975) gefertigtes Fresko. Das Kreuz über dem Altar wurde vermutlich um 1500 angefertigt. Die Glasfenster wurden von der isländischen Künstlerin Gerður Helgadóttir gestaltet. Benannt ist die Kirche nach Hallgrímur Pétursson (1614–1674), einem der bedeutendsten Dichter Islands, der hier zeitweise als Pastor tätig war.
1948–1949 wurde im Waldgebiet Vatnaskógur, einem beliebten Ausflugsziel, eine kleine Kapelle aus Holz errichtet. Die Einweihung erfolgte am 24. Juli 1949. In der Kapelle steht eine verkleinerte Kopie der Christusstatue von Bertel Thorwaldsen.

## Infrastruktur
Die Gemeindeverwaltung befindet sich relativ zentral im Ortsteil Hagamelur. Hvalfjarðarsveit verfügt über einen Kindergarten, eine Grundschule und ein Schwimmbad. In der Gemeinde gibt es ebenfalls einige Hotels und Gästehäuser, Restaurants sowie Tankstellen.

## Verkehr
Die wichtigsten Straßen sind der Hringvegur im Westen des Gemeindegebiets und der Hvalfjarðarvegur , der um den Hvalfjörður führt.
Über den langen Tunnel Hvalfjarðargöng der unterhalb des Hvalfjörður führt, ist die Gemeinde an Mosfellsbær und Reykjavík angebunden.